# سيمفروبول

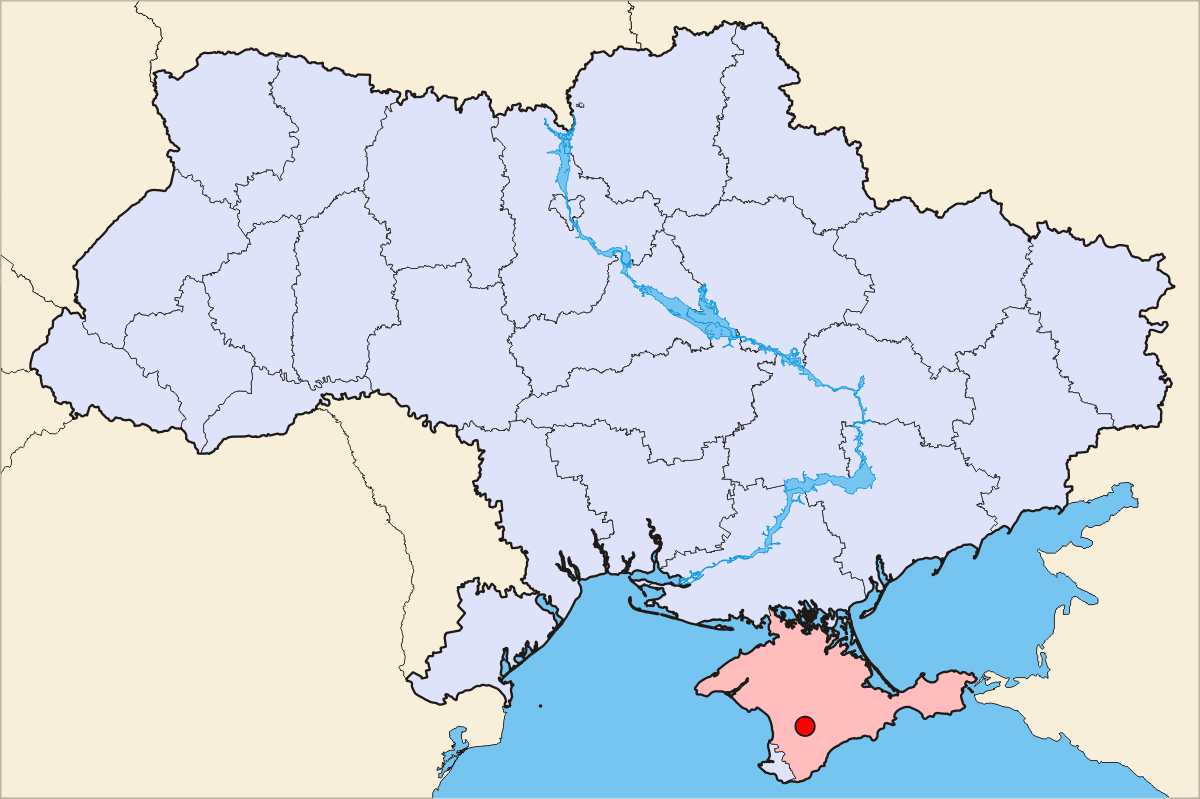
موقع مدينة سيمفروبل

سيمفروبل أو آق مَسْجِد (بالروسية: Симферополь وبلغة تتار القرم: Акъмесджит, Aqmescit وبالاوكرانية: Сімферополь) هي عاصمة جمهورية القرم الواقعة على البحر الأسود وتحدها أوكرانيا شمالًا. شبه جزيرة القرم كانت تتمتع بالحكم الذاتي ضمن الدولة الأوكرانية (من 1991 إلى 2014). تشهد المنطقة منذ أوائل 2014م أزمة سياسية بعدما قامت القوات المسلحة الروسية ببسط سيطرتها على شبه الجزيرة، وأجرت استفتاء من بعده ضمت شبه الجزيرة إلى قوام روسيا الاتحادية والذي اعتبرته اوكرانيا ومعها المجتمع الدولي احتلال وتعدي على سيادة اوكرانيا ووحدة اراضيها.
في القدم كانت تسمى (أق مسجد) بلغة تتار القرم وتعني المسجد الأبيض.
بلغ تعداد سكانها حسب احصاء عام 2014 (312464) ألف نسمة. من الناحية السكانية، فإن معظم السكان هم من الروس إذ تبلغ نسبتهم 67.79%، يليهم الأوكرانيون 12.07% ثم أقلية تتار القرم المسلمين 8.31% من السكان.

## توأمة
لسيمفروبول اتفاقيات توأمة مع كل من:
- هايدلبرغ (1991 - )[10]
- نوفوتشركاسك (2008 - )[10]
- كيكسكيميت (2006 - )[10]
- إسكي شهر (2007 - )[10]
- إيركوتسك (2008 - )[10]
- موسكو
- أومسك (4 أغسطس 2008 - )[10]
- أولان-أودي [11]
- سايلم (1986 - )[10]
- روسه (2008 - )[10]
- بادوفا (14 أكتوبر 2016 - )[10]
- نيجني نوفغورود (2016 - )
- South-Western Administrative Okrug [الإنجليزية]‏ منذ (2008 - )[10]
- كيرتش [11]
- دونيتسك (2017 - )[10]
- تشيرنوفتسي [10]
- بورصة

## أعلام
- سيرغي كارياكن
- كريستيان ستيفن
- مايا جلول
- أوليغ سينتسوف
- يانا كلوتشكوفا
- لودفيغ ستروف
- إرنست شيلر
- سيرجي دوتسينكو

## مقالات ذات صلة
- شبه جزيرة القرم
- جامعة القرم الطبية الحكومية باسم س. ا. هيورهفسكي
- سيفاستوبول
- تتار القرم
- استفتاء القرم 2014
- ضم الاتحاد الروسي للقرم

## وصلات خارجية
- (الجزيرة) إحياء ذكرى تهجير تتار القرم تثير جدلا بأوكرانيا